# Lobosceliana rugosipes
Lobosceliana rugosipes is een rechtvleugelig insect uit de familie Pamphagidae. De wetenschappelijke naam van deze soort is voor het eerst geldig gepubliceerd in 1902 door Kirby.